# Vora el mar
Vora el mar (títol original en anglès, By the Sea) és una pel·lícula estatunidenca del gènere dramàtic escrita i dirigida per Angelina Jolie i protagonitzada per ella i Brad Pitt. La seva estrena va ser el 13 de novembre de 2015, de la mà de Universal Pictures. S'ha doblat al català.

## Argument
En la dècada de 1970, una parella estatunidenca - Vanessa, exballarina, i el seu marit Roland, un escriptor d'èxit-, condueixen a un hotel en una bella badia tranquil·la de la Costa Blava. Roland té esperança d'escriure una història mentre són allí.
Vanessa i Roland sembla que a penes es parlen. Ella es manté apartada i en duel per una raó desconeguda. Ell beu massa i sembla molt trist perquè la seva esposa ja no està interessat en ell sexualment.
Roland fa amistat amb l'amo de l'hotel, un home que encara està de dol per la mort de la seva esposa, però que accepta el que la vida li ha donat. Vanessa veu a un pescador local que surt tots els dies amb la marea sortint i torna amb la marea entrant. No captura molts peixos, però encara és feliç amb la seva vida.
Vanessa i Roland estan al costat de l'habitació d'una parella jove i atractiva que s'han casat fa només un any. Es reuneixen amb la jove parella, entaulen amistat i descobreixen que la paret de la seva habitació té un orifici de la canonada del radiador en desús que es connecta amb l'habitació de la jove parella, la qual cosa els permet veure'ls conversant i tenir relacions sexuals.
A poc a poc, les seves experiències a l'hotel permeten a Vanessa i Roland començar a apedaçar la seva relació; no obstant això, Vanessa té una trobada amb el jove espòs a l'habitació contigua, danyant seriosament la relació entre la jove parella i provocant un enfrontament amb Roland. Roland afirma que la seducció de l'espòs va ser motivat per la seva esposa en revelar que la jove estava embarassada.
Roland és capaç d'acabar d'escriure un nou llibre. Sembla que la jove parella és capaç de seguir el seu camí a través de l'episodi de l'engany i sortir reforçats en l'altre costat. Descobrim que Vanessa havia sofert dos avortaments involuntaris que van causar un dolor durador i el seu retir; no obstant això, ella i Roland semblen estar molt més reconciliats entre si ara.

## Repartiment
- Angelina Jolie com Vanessa Bertrand.
- Brad Pitt com Roland Bertrand.
- Mélanie Laurent com Lea.
- Niels Arestrup com Michel.
- Melvil Poupaud com François.
- Richard Bohringer com Patrice.

## Producció
Al maig de 2014, es va anunciar que Angelina Jolie s'havia establert com coestrella al costat de Brad Pitt en una nova pel·lícula titulada By the Sea, que està escrita i dirigida per Jolie.
The Hollywood Reporter especulava que seria un drama que Jolie va escriure fa alguns anys i se centra en una parella i les seves qüestions per prendre unes vacances en un últim intent per salvar el seu matrimoni. Aquesta serà la seva primera col·laboració des de la pel·lícula Sr. i Sra. Smith.
El primer ministre de Malta, Joseph Muscat, va confirmar el projecte de pel·lícula, declarant que seria parcialment filmat a Mġarr ix-Xini. Jon Hutman és el dissenyador de producció de la pel·lícula.
El rodatge i la producció va començar el 19 d'agost de 2014, en Malta, i va finalitzar el 10 de novembre de 2014. Alguns fotogrames de la pel·lícula van ser donats a conèixer el 15 de setembre de 2014. El primer tràiler de la pel·lícula es va estrenar el 6 d'agost de 2015.

## Estrena
Al maig de 2015, es va anunciar l'estrena de la pel·lícula per al 13 de novembre de 2015.

## Recepció

### Taquilla
By the Sea es va estrenar en deu sales, guanyant 96.250 $, ocupant el número 38 de la taquilla nacional. Cap el 10 de desembre, la pel·lícula ha recaptat 538.460 dòlars als Estats Units i Canadà, i 2.796.467 dòlars a l'estranger per un total mundial de 3.334.927 dòlars.

### Resposta crítica
A Rotten Tomatoes, la pel·lícula té una valoració del 34%, basada en 135 ressenyes, amb una valoració mitjana de 4,8/10. El consens del lloc diu: "By the Sea pot intrigar voyeurs famosos o fans d'un determinat tipus de cinema d'art, però per a la majoria dels espectadors, la seva bellesa no serà suficient per compensar la seva inèrcia narrativa." A Metacritic, la pel·lícula té una puntuació de 44 sobre 100, basada en 35 crítics, que indica "crítiques mixtes o mitjanes".
Justin Chang, crític de cinema en cap de Variety va dir: "By the Sea sempre ofereix alguna cosa per fer pessigolles als ulls i a l'oïda, tot i que deixa el cor i la ment freds sense remenar."